# Derobrochus caenulentus
Derobrochus caenulentus is een fossiele soort schietmot uit de familie Polycentropodidae.